# Bradysia tupinamba
Bradysia tupinamba är en tvåvingeart som först beskrevs av Lane 1959.  Bradysia tupinamba ingår i släktet Bradysia och familjen sorgmyggor. Inga underarter finns listade i Catalogue of Life.